# 半化石
半化石（はんかせき）とは、明確な定義はないが、時間の不足や化石化のための条件を満たしていないなどの理由で、化石化の過程の終了していないものを指す。準化石（じゅんかせき）ともいう。
中生代まで遡る半化石の発見は例外的なもので珍しく、通常は腐敗の進行中であり多くの論争の的である。大半は第四紀の地層から発見される。例を挙げると氷漬けのマンモスや琥珀の中の昆虫などの細胞組織が残っているものをさす。
半化石が化石よりも重要な特長は、放射性炭素年代測定やDNAや蛋白質その他の抽出・配列決定に使える生体分子を含むということである。加えて同位元素比率から絶滅した動物の生息時の環境が分かる。